# Kanton Chailland
Kanton Chailland (fr. Canton de Chailland) je francouzský kanton v departementu Mayenne v regionu Pays de la Loire. Tvoří ho devět obcí.

## Obce kantonu
- Andouillé
- La Baconnière
- La Bigottière
- Chailland
- La Croixille
- Juvigné
- Saint-Germain-le-Guillaume
- Saint-Hilaire-du-Maine
- Saint-Pierre-des-Landes